# Tempietto di Santa Maria del Colledestro
Il tempietto di Santa Maria del Colledestro è un edificio sacro che si trova a Pieve Santo Stefano.
Il tempietto è una costruzione ottagonale riferibile nelle linee attuali al XVIII secolo, anche se se ne hanno notizie fin dal XII secolo. Nei tempi antichi sorgeva in questo luogo un tempio pagano dedicato al fiume Tevere e alle sue ninfe, testimoniato dal ritrovamento, nel 1636, di un'epigrafe romana.
Il paramento murario esterno è costituito da pietrame irregolare spartito da lesene angolari di lastre di pietra e decorato da una cornice marcapiano orizzontale. Un intervento di restauro novecentesco ha cancellato l'avancorpo con tetto a capanna davanti all'ingresso ed eliminato il campanile a vela. All'interno la cappella dell'altare è voltata a botte con arco d'ingresso in pietra serena decorato da motivi classici.
Nel 2017 uno studio del pittore Stefano Camaiti fa corrispondere il tempietto ottagono proposto a scopo didattico nel De prospectiva pingendi di Piero della Francesca a quello di Santa Maria del Colledestro.

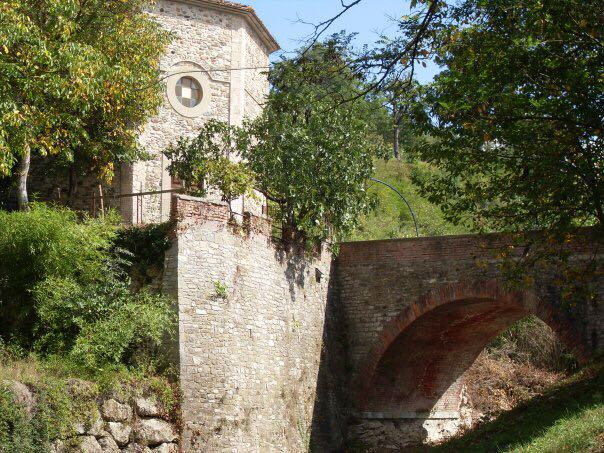
Tempietto di Santa Maria del Colledestro con ponte sul torrente Colledestro